# سن خوان باتیستا، شیلی
سن خوان باتیستا (به انگلیسی: San Juan Bautista) یک زیستگاه انسانی در شیلی است که در منطقه والپارایزو واقع شده‌است.

## خصوصیات
سن خوان باتیستا ۸۰۰ نفر جمعیت دارد و ۰ متر بالاتر از سطح دریا واقع شده‌است.

## آب و هوا
بر اساس سامانه طبقه‌بندی اقلیمی کوپن سن خوان باتیستا دارای اقلیم مدیترانه‌ای بسیار ملایم با بارندگی متوسط است. دمای هوا در این شهر تحت تأثیر باد بسامان و جریان هامبالت است که از شمال به سوی جزیره رابینسون کروزئه جریان دارد.

## سونامی ۲۰۱۰
در ۲۷ فوریه ۲۰۱۰ حداقل هشت نفر در سونامی ناشی از زمین‌لرزه شیلی (۲۰۱۰) جان خود را از دست دادند.